# 오프 바이 원 오류
오프 바이 원 오류(off-by-one error) 또는 오프 바이 원 버그(off-by-one bug, 약칭: OBOE, OBO, OB1 및 OBOB)는 의도한 값과 +1 또는 -1만큼 다른 숫자와 관련된 논리 오류이다. 오프 바이 원 오류는 때때로 수학적 맥락에서 나타날 수 있다. 컴퓨터 프로그래밍에서 루프가 너무 많거나 너무 적게 반복될 때 종종 발생한다. 일반적으로 엄격한 부등식(<)을 사용해야 하는 종료 조건으로 엄격하지 않은 부등식(≤)을 사용하거나 그 반대의 경우로 인해 발생한다. 오프 바이 원 오류는 0부터 시작하는 번호 매기기에 대한 혼란으로 인해 발생한다.

## 같이 보기
- 비둘기집 원리